# Marcelów (Zduńska Wola)
Pour les articles homonymes, voir Marcelów.
Marcelów est une localité polonaise de la gmina de Zapolice, située dans le powiat de Zduńska Wola en voïvodie de Łódź.